# الخدمة الاستشارية البريطانية للحمل
الخدمة الاستشارية البريطانية للحمل  (بالإنجليزية: British Pregnancy Advisory Service هي جمعية خيرية بريطانية هدفها المعلن هو دعم خيار الإنجاب من خلال الدعوة وتوفير جودة عالية، وخدمات بأسعار معقولة لمنع أو إنهاء حالات الحمل غير المرغوب فيها باستخدام وسائل منع الحمل أو الاجهاض.

## الأصل
تأسست الخدمة الاستشارية البريطانية للحمل BPAS)) في عام 1968 في برمنغهام، وكانت تحمل اسم Birmingham Pregnancy Advisory Service (الخدمة الاستشارية للحمل في برمنغهام). في اليوم الذي دخل فيه الإجهاض حيز التنفيذ، السبت 27 أبريل 1968، كان المرضى الأوائل يتم تشخيصهم في الغرفة الأمامية لرئيس مجلس الإدارة، الدكتور مارتن كول (Dr Martin Cole) في ذلك الوقت كان على المرضى السفر إلى لندن من أجل إتمام عملية الإجهاض، وقد تم فتح عيادة في برمنغهام بعد 18 شهراً.

## الإجهاض
بالإضافة إلى توفير الاستشارات والعلاج المتعلق بلإجهاض في أكثر من 40 مركزًا في جميع أنحاء إنجلترا، وويلز، واسكتلندا (تلقى أكثر من 93% من العملاء التمويل اللازم لعلاج الإجهاض من قبل NHS)، توفر الخدمة الاستشارية البريطانية للحمل (BPAS) وسائل منع الحمل في حالات الطوارئ، وعلاج حالات قطع القناة المنوية، والتعقيم، وانعكاس اتجاه القناة الدافقة. كانت عيادة جنوب لندن التابعة للخدمة الاستشارية البريطانية للحمل (BPAS) من أولى الجهات التي تلقت جائزة " You're Welcome" من وزارة الصحة الأمريكية في مارس 2009، لتوفيرها مستوبات عالية من الرعاية الصحية للشباب.
حظيت الخدمة الاستشارية البريطانية للحمل (BPAS) باهتمام كبير من وسائل الإعلام في أوائل عام 2011، عندما لجأت المؤسسة إلى المحكمة العليا للحصول على إعادة تعريف قانوني ل«العلاج» بموجب شروط قانون الإجهاض.مما كان من شأنه أن يمكن النساء من الحصول على الدواء الثاني المستخدم في علاج «حبوب الإجهاض» في منازلهن. زعمت الخدمة الاستشارية البريطانية للحمل (BPAS) أن مثل هذا التغير من شأنه أن يجعل ممارسات المملكة المتحدة متماشية مع أفضل الممارسات السريرية، ومع الممارسة في دول مثل الولايات المتحدة الأمريكية، والسويد وفرنسا، وأنه كان من شأنه أن يحسن تجربة الإجهاض الطبي المبكر للنساء بشكل كبير.
لم يوافق القاضي في هذه القضية على تعريف «العلاج» الذي اقترحته الخدمة الاستشارية البريطانية للحمل (BPAS)، ولكنه أكد أن وزير الصحة في الولاية لديه سلطة الموافقة على اعتبار بيوت النساء مكانًا حيث يمكن أخذ بعض أدوية الإجهاض.
في عام 2008 دعت الخدمة الاستشارية البريطانية للحمل (BPAS) إلى جانب منظمات أخرى في شبكة (Voice for Choice network)، إلى إجراء تعديلات على قانون الإجهاض أثناء النقاش البرلماني حول مشروع قانون التخصيب البشري وعلم الأجنة (HFE). وقد قطعت الحكومة النقاش حول مشروع القانون بأسلوب يوحي بأن  البنود المقترحة المتعلقة بالإجهاض غير قابلة للنقاش.

## خدمات التلقيح الصناعي
في أوائل الثمانينات، نفذت الخدمة الاستشارية البريطانية للحمل (BPAS) خدمات التلقيح الصناعي مستخدمة في البداية الحيوانات المنوية «الطازجة» التي تم التبرع بها في الوقت المطلوب للتلقيح. وقد كانت العمليات تتم مع حماية هوية المتبرعين.  في منتصف الثمانينات، وبعد المخاوف المتعلقة بفيروس نقص المناعة البشرية، بدأت الخدمة الاستشارية البريطانية للحمل (BPAS) في استخدام الحيوانات المنوية التي تم تجميدها وإذابتها بواسطة بدلاً من الحيوانات المنوية الطازجة، مما يسمح يوضعها في  من وضعها في الحجر الصحي وإعادة اختبار المتبرعين.
أستمرت الخدمة الاستشارية البريطانية للحمل (BPAS) في تخزين الحيوانات المنوية التي تم التبرع بها وإجراء العلاج حتى صدر قانون التخصيب البشري وعلم الأجنة (HFE).  في عام 1993.
على الرغم من أنها لم تقم أبدًا بإجراء أي علاج تحث قانون التخصيب وعلم الأجنة البشري، إلا أن الخدمة الاستشارية البريطانية للحمل (BPAS) كانت حاصلة على رخصة تخزين حتى نهاية عام 1997. كما أن عيادة لندن المركزية، التي كانت تقع في شارع شارلوت W1، والمعروفة باسم  خدمة الاستشارات الخاصة بالحمل (the Pregnancy Advisory Service)، كانت تجري العلاج  باستخدام الحيوانات المنوية (التلقيح داخل عنق الرحم أو ICI) قبل إصدار القانون. وقد كانت حاصلة ترخيص علاج بموجب القانون وواصلت إجراء عمليات التلقيح الاصطناعي تحت إشرافه. على غير العادة في ذلك الوقت كان العديد من الأشخاص الذين يلجئون إلى الاستشارات الخاصة للحمل (PAS) من النساء العازبات أو المثليات.
توقفت جمعية الاستشارات الخاصة للحمل (PAS) عن تقديم خدمات التلقيح الصناعي في نهاية عام 1996، وقامت ببيع قائمة عملائها لعيادة لندن للمرأة في عام 1997. في حين استمرت في جمع ومعالجة عينات الحيوانات المنوية من المتبرعين حتى أكتوبر 1997.
في نهاية عام 1997، قامت  باعت الخدمة الاستشارية البريطانية للحمل (BPAS) والاستشارات الخاصة للحمل (PAS) ببيع باقي الحيوانات المنوية المخزنة. بموافقة المانحين، وفقُا للتوجيهات العامة التي نص عليها قانون التخصيب وعلم الأجنة البشري، والتي كانت تغطي مثل هذه الحالات في ذلك الوقت، باعت كل من الخدمة الاستشارية البريطانية للحمل (BPAS) والاستشارات الخاصة للحمل (PAS) حيواناتهم المنوية المخزنة إلى عيادات الخصوبة خارج المملكة المتحدة لاستخدامها في خدمات التلقيح الصناعي.

## النقد
في أواخر عام 2004، قدمت صحيفة الديلي تلغراف البريطانية فيديو إلى الحكومة البريطانية (وزير الصحة الدكتور جون ريد (John Reid) وكبير المسؤلين الطبيين البروفيسور سير ليام دونالدسون Liam Donaldson) يظهر أفرادًا من ضمن مستشاري جمعية (BPAS) وهم يشيرون إلى النساء اللواتي كان حملهن متقدمًا جدًا بدرجة لا تسمح بإجراء عمليات الإجهاض القانونية في بريطانيا (بعد 24 أسبوع) بالذهاب إلى عيادة في برشلونة، بأسبانيا.
في سبتمبر 2005، صدر تقرير عن كبير المسؤولين الطبيين البروفيسور سير ليام دونالدسون  ينتقد بعض جوانب المشورة الطبية التي يقدمها المكتب، ولكنه خلص إلى أنه فيما يتعلق بمسألة قيام موظفي الخدمة الاستشارية البريطانية للحمل (BPAS) باقتراح  (بالمعنى الواسع ليس التعريف الطبي الصارم) عيادة جينميديكس (Ginemedex clinic) على النساء اللواتي لديهن حمل متأخر، لم تخالف الجمعية أي قوانين.
ذكر التقرير بشكل لا لبس فيه أن قدرة الخدمة الاستشارية البريطانية للحمل (BPAS) على توفير عمليات الإجهاض والاستشارات والخدمات الإنجابية (في إطار ولايته) لم يتم الإضرار بها بأي شكل من الأشكال، وأنه يجب ألا ينتج عنه أي تغيرات في التمويل. كما  أن البروتوكول الخاص باستشارة الإجهاض المتأخر كان ناقصُاً إلى حد بعيد، وأنه يجب على الحكومة والوكالات المعنية تطوير البروتوكول المذكور على وجه السرعة.

## انظرأيضا
- الإجهاض
- الصحة الإنجابية